# Moritz von Kotzebue

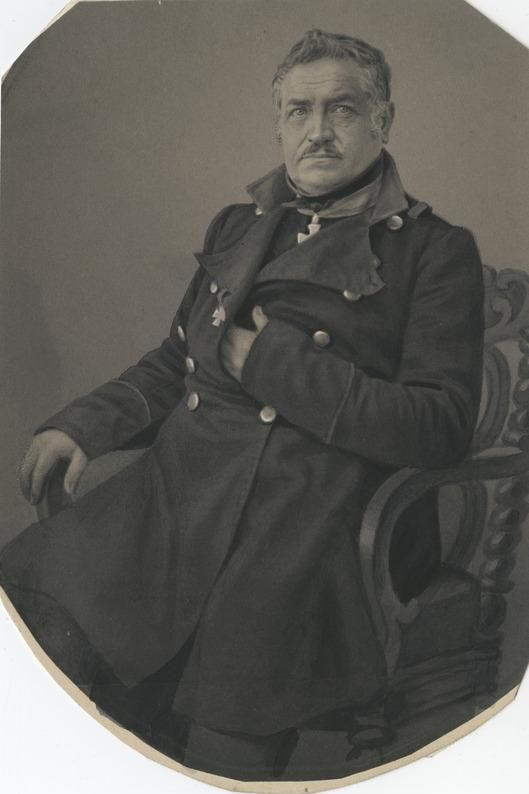
Moritz von Kotzebue (1789–1861)

Moritz von Kotzebue (wiss. Transliteration Moris Awgustowitsch, * 30. April 1789 in Kieckel, Estland; † 22. Februar 1861 in Warschau) war ein russischer Generalleutnant und Schriftsteller.

## Herkunft
Er war Angehöriger des baltischen Adelsgeschlechtes Kotzebue. Seine Eltern waren August von Kotzebue (1761–1819) und dessen erste Friederike Julie Dorothea von Essen (1763–1790).

## Leben
Er erhielt seine Schulbildung in Reval. Anschließend kam er zum 1. Kadettenkorps nach Sankt Petersburg. Mit seinem Bruder Otto ging er als Seekadett von 1803 auf 1806 mit Adam Johann von Krusenstern mit der Nadeschda auf Weltumseglung. Danach war er von 1806 bis 1833 bei der Quartiermeistersuite des Generalstabs. 1806 wurde er zum Secondelieutenant befördert und nahm als solcher am Vierten Koalitionskrieg teil. In der Schlacht bei Friedland wurde er 1807 schwer verwundet und mit dem Orden des Heiligen Wladimir IV. Klasse mit Schleife ausgezeichnet. Von 1807 bis 1810 war er mit der Vermessung von Estland beauftragt und wurde 1811 zum Premierlieutenant befördert. Er geriet am 10. August 1812 bei einer Erkundung bei Belyj in französische Gefangenschaft, aus welcher er am 27. April 1814 entlassen wurde.
Nach dem Krieg wurde er 1816 der Gesandtschaft unter Alexei Petrowitsch Jermolow zugeteilt, die nach Persien geschickt wurde; zudem wurde er zum Oberquartiermeister ernannt. Im Jahr 1822 kam er als Oberstleutnant zum Kaukasus-Korps, wurde dort am 23. April 1823 zum Oberst befördert und 1825 zum Oberquartiermeister der Reservetruppen ernannt. Im Januar 1831 kam er zum Stab der Militärsiedlungen. Im April 1831 wurde er stellvertretender General-Quartiermeister der Reservearmee gegen Polen. Als solcher wurde er im Oktober zum Generalmajor befördert. Im Jahr 1834 erhielt er die Ernennung zum Kommandeur der 1. Brigade der 8. Infanteriedivision und wurde am 14. Mai 1845 als Kommandeur in die 4. Infanterie-Division versetzt. Anschließend wurde er am 21. Juni 1846 als Kommandeur in die Festung Iwangorod versetzt und dort 1847 zum Generalleutnant befördert. 1855 gab er seinen Kommandeursposten ab und wurde Senator des Warschauer Departements.

## Familie
Er heiratete die Baroness Helene von der Howen (* 10. August 1804; † 6. September 1877), eine Tochter des Gouverneurs von Georgien Reinhard von der Hoven (1775–1861). Das Paar hatte mehrere Kinder:
- Helene (* 10. Juni 1821; † 1. Februar 1897) ⚭ Karl Fredrik Cronhielm (Haus Hakunge)
- Michael († 27. August 1855)
- Dorothea Daria (1824–1891) ⚭ Eduard Alexander von Brümmer (1797–1874), General der Artillerie
- Sophie Moricovna († 10. August 1900) ⚭ Wilhelm Konstantin (Vasilij Vas.) Veichtner
- Nikolas (1833–1844)

## Werke
- Der russische Kriegsgefangene unter den Franzosen Digitalisat
- Skizzen aus Moritz von Kotzebue's Reise nach Persien mit der russisch-kaiserlichen Gesandtschaft im Jahre 1817 Digitalisat
- Reise nach Persien mit der Russisch-kaiserlichen Gesandtschaft im Jahre 1817. Wien, Kaulfuß und Krammer, 1825. Digitalisat